# Fuencemillán

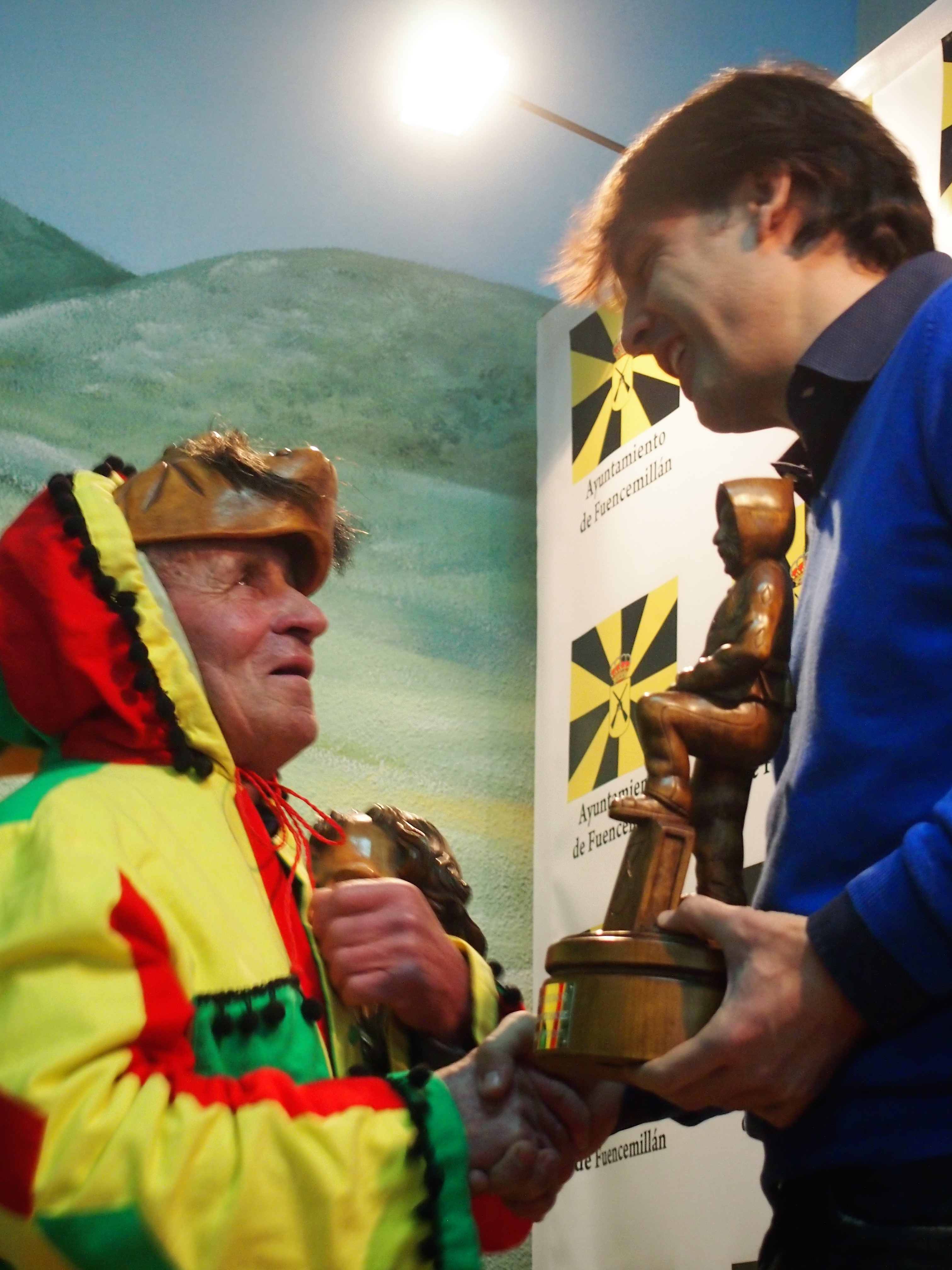
El futbolista Fernando Morientes recibiendo la Botarga de Honor de Fuencemillán en 2017.

Fuencemillán es un municipio y localidad española de la provincia de Guadalajara, en la comunidad autónoma de Castilla-La Mancha. El término municipal tiene una población de 85 habitantes (INE 2024).

## Historia
Hacia mediados del siglo XIX, la villa tenía contabilizada una población de 334 habitantes. Aparece descrita en el octavo volumen del Diccionario geográfico-estadístico-histórico de España y sus posesiones de Ultramar de Pascual Madoz de la siguiente manera:

FUENTE MILLAN (vulgo) FUENCEMILLAN: v. con ayunt. en la prov. de Guadalajara (6 leg.), part. jud. de Tamajon (3 1/2), aud. terr. de Madrid (16), c. g. de Castilla la Nueva, dióc. de Toledo (28): sit. en una ladera con esposicion al SE.; la bate mas frecuentemente el viento N. que hace su clima propenso á pulmonias. Tiene 100 casas; la consistorial; cárcel; escuela de instruccion primaria frecuentada por 29 alumnos á cargo de un maestro dotado con 900 rs.; una igl. parr. de segundo ascenso (San Juan Bautista), servida por un cura de provision ordinaria en concurso, y un beneficiado de nombramiento del cabildo de Santa Maria de Guadalajara. Confina el térm. N. Cogolludo; E. Aleas; S. Montarron, y O. Espinosa; dentro de él se encuenlra una ermita (La Soledad), y 2 fuentes, una de agua salobre y otra dulce. El terreno, fertilizado por el riach. Liendre, participa de regadío y secano, el primero es de buena calidad, y el segundo mediano; comprende un monte carrascal muy destrozado, y una deh. boyal bien poblada de diferentes árboles. caminos: los locales en mediano estado. correo: se recibe y despacha en Cogolludo por cualquier vec. que pasa á dicho punto. prod.: trigo, vino y aceite; se cría ganado lanar y mular; caza de perdices, conejos y liebres. ind.: la agrícola y un molino harinero. comercio: esportacion de frutos sobrantes, é importacion de los art. de consumo que faltan. pobl.: 107 vec., 334 alm. cap. prod.: 1.803,340 rs. imp.: 135,300. contr.: 7,833. presupuesto municipal: 500 rs., se cubre con los fondos de propios.
(Madoz, 1847, p. 229)

## Demografía
Fuencemillán cuenta con una población de 85 habitantes (INE 2024).
| Gráfica de evolución demográfica de Fuencemillán entre 1842 y 2021                                                  |
| |
| Población de derecho según los censos de población del INE Población de hecho según los censos de población del INE |

| 125           | 130 | 137 | 108 | 130 | 123 | 99 | 86 | 82 | 86 |
| (Fuente: INE) |     |     |     |     |     |    |    |    |    |